# Ugaldeguren
Ugaldeguren es una entidad de población española del municipio de Zamudio, perteneciente a la provincia de Vizcaya, en la comunidad autónoma del País Vasco. 

## Historia
Hacia mediados del siglo XIX, el lugar, un barrio ya por entonces perteneciente a Zamudio, tenía contabilizada una población de 170 habitantes. Aparece descrito en el decimoquinto volumen del Diccionario geográfico-estadístico-histórico de España y sus posesiones de Ultramar de Pascual Madoz con las siguientes palabras:

UGALDEGUREN: barrio en la prov. de Vizcaya, part. jud. de Bilbao, térm. de Zamudio, 34 vec., 170 alm.
(Madoz, 1849, p. 205)

En 2023, la entidad singular de población tenía empadronados 273 habitantes.